# Gus Savage

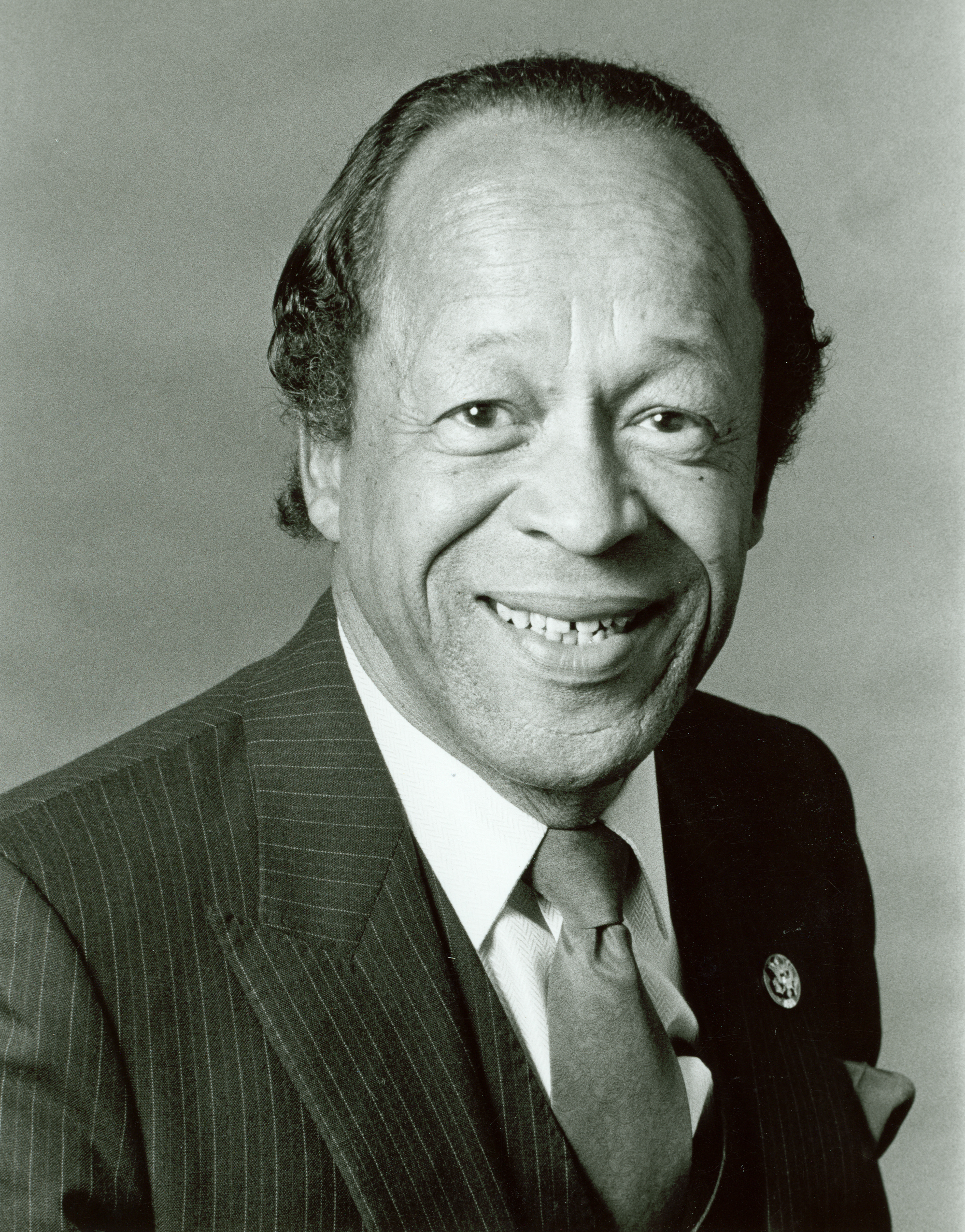
Gus Savage

Augustus Alexander „Gus“ Savage (* 30. Oktober 1925 in Detroit, Michigan; † 31. Oktober 2015 in Olympia Fields, Illinois) war ein US-amerikanischer Politiker. Zwischen 1981 und 1993 vertrat er den Bundesstaat Illinois im US-Repräsentantenhaus.

## Werdegang
Gus Savage besuchte die öffentlichen Schulen in Chicago und danach bis 1943 die dortige Wendell Phillips High School. Während des Zweiten Weltkrieges diente er zwischen 1943 und 1946 in der US Army. Nach dem Krieg setzte er seine Ausbildung bis 1952 am Roosevelt College fort. In den Jahren 1952 und 1953 studierte er am Chicago-Kent College of Law Jura. Zwischen 1954 und 1979 arbeitete er als Journalist. Dabei war er Verleger und Herausgeber verschiedener Zeitungen. Savage setzte sich besonders für die afroamerikanische Bevölkerung ein. Er war beispielsweise Mitglied einer Bürgerinitiative, die sich die Wahl eines Afroamerikaners zum Bürgermeister von Chicago zum Ziel gesetzt hatte.
Savage wurde Mitglied der Demokratischen Partei. Im Jahr 1970 kandidierte er noch erfolglos für das US-Repräsentantenhaus. Bei den Kongresswahlen des Jahres 1980 wurde er aber im zweiten Wahlbezirk von Illinois in das US-Repräsentantenhaus in Washington, D.C. gewählt, wo er am 3. Januar 1981 die Nachfolge von Morgan F. Murphy antrat. Nach fünf Wiederwahlen konnte er bis zum 3. Januar 1993 sechs Legislaturperioden im Kongress absolvieren.
Im Jahr 1992 wurde er von seiner Partei nicht mehr zur Wiederwahl nominiert. Zuletzt lebte er in Chicago.
Gus Savage starb einen Tag nach seinem 90. Geburtstag im etwa 40 Kilometer von Chicago entfernten Olympia Fields.